# Mauves-sur-Loire
Mauves-sur-Loire település Franciaországban, Loire-Atlantique megyében. Lakosainak száma 3393 fő (2022. január 1.). Mauves-sur-Loire Le Cellier, Saint-Mars-du-Désert, Carquefou, Thouaré-sur-Loire, Divatte-sur-Loire és Saint-Julien-de-Concelles községekkel határos.

## Népesség
A település népességének változása:
| Lakosok száma | 1403 | 2139 | 2138 | 2860 | 3133 | 3200 | 3215 | 3244 | 3259 | 3393 |
|               | 1968 | 1982 | 1990 | 2006 | 2013 | 2015 | 2017 | 2019 | 2020 | 2022 |